# Eric Malmcrona
Eric Halvdan Malmcrona, född 27 februari 1883 i Göteborg, död 30 januari 1967 i Västerleds församling, Stockholm, var en svensk arkitekt.
Malmcrona genomgick tekniska elementarskolan i Malmö och praktiserade i Tyskland och England. Han var anställd vid Berlins stadsarkitektkontor 1911–1917, vid arméns kasernbyggnadsnämnd 1917, chef för dess arkitektkontor 1918–1926, anställd vid HSB 1926–1940 och vid Fortifikationsförvaltningen från 1940. Han bedrev även egen arkitektverksamhet.